# مذنبون أبرياء (مسلسل)
مذنبون أبرياء مسلسل سوري من إخراج أحمد سويداني، وتأليف عبد المجيد العنزي وباسل خليل. 

## قصة المسلسل
ترصد تفاصيل المسلسل صراعًا بين مافيا المخدرات وخلفها قوة خفية من ناحية، وإدارة مكافحة المخدرات من ناحية أُخرى في عدة أماكن، وحياكة كبيرة للمؤامرات وتسرُّب للجواسيس ووصولهم لأماكن حساسة، ولا يخلو العمل من الإثارة والتشويق والمفاجآت.

## طريقة عرض العمل
يتألف العمل الاجتماعي البوليسي من خمس سداسيات، ويندرج تحت بند الأعمال المتصلة المنفصلة، حيث يعالج في خباياه قضايا المخدرات، ويسلط الضوء على الموضوع من أكثر من جانب.

## فريق العمل
خالد القيش، جيني إسبر، رنا الأبيض، علا باشا، رامز الأسود.
ظهور خاص: بسام كوسا، كندة حنا.
بطولة: ميسون أبو أسعد، مهند قطيش، مصطفى سعد الدين، أريج خضور، محمد قنوع، جيهان عبد العظيم، فائق عرقسوسي، تولين البكري، علي كريم، مضر جبر، أكرم الحلبي، عهد ديب.
بالاشتراك مع: زهير رمضان، محمد حداقي، جمال قبش، وضاح حلوم، طلال مارديني، يزن السيد.